# Langtang Ri
Langtang Ri és una muntanya de la Langtang Himal, una sots-serralada de l'Himàlaia. Amb 7.205 msnm és la 106a muntanya més alta de la Terra. El cim es troba a la frontera entre el Nepal i el Tibet. El Shisha Pangma, amb més de vuit mil metres, es troba 10,2 km a l'est-sud-est.
La primera ascensió va tenir lloc l'octubre de 1981 per part d'una expedició japonesa.